# 이반 나가예프
이반 나가예프(우즈베크어: Ivan Nagayev, 러시아어: Ива́н Нага́ев, 1989년 7월 3일 ~ )는 우즈베키스탄의 축구 선수로 포지션은 공격수이며, 현재 오르다바시에서 뛰고 있다.

## 클럽 경력
타슈켄트주의 도시인 베카바트에서 태어난 나가예프는 2007년에 나사프 카르시 소속으로 프로 축구 선수 생활을 시작했고, 1년 후인 2008년에 고향인 베카바트를 연고로 하는 클럽인 메탈루르크 베카바트로 이적했다. 그는 1시즌 동안 9경기에 출전하여 2골을 넣었고, 2009년 여름에 나브바호르 나망간으로 이적하여 2010년 1월까지 그 팀의 소속으로 활동했다. 그는 나망간에서 1골을 넣었다.
2010년 2월에 타슈켄트를 연고로 하는 FC 부뇨드코르와의 계약을 맺었으나, 히바우두와 데니우송 같은 베테랑 선수와의 경쟁에서 밀려 주전 등극에는 실패하였고, 곧 이전 소속 팀인 메탈루르크 베카바트로 임대되었다. 베카바트 팀에서는 12경기에 출전하여 1골을 넣었다.
2011년 초 FK 디나모 사마르칸트로 이적하였으며, 사마르칸트의 주전이 되었다. 나가예프는 2시즌 동안 활약했고, 34경기에서 13골을 기록하였다. 이 시기의 활약으로 나가예프는 우즈베키스탄 대표팀의 감독인 바딤 아브라모프에게 주목을 받았고, 국가대표팀에 발탁되기도 하였다. 이후 2013년 초에 FK 로코모티프 타슈켄트와 계약을 체결했으며, 그 팀의 주전으로 활약했다. 이후 2015년 1월에 쿠웨이트의 축구팀인 카디시야 SC로 임대되어 반 년 동안 활동한 후 다시 로코모티프 타슈켄트로 복귀했다.

## 국가대표팀 경력
나가예프는 이집트에서 열린 2009년 FIFA U-20 월드컵에 우즈베키스탄 국가대표 선수로 뛰었다. 그는 잉글랜드 U-20과의 대회 마지막 조별 예선 경기에서 골을 넣었다. 이후 2010년에는 올림픽 대표팀에 발탁되어 광저우에서 열린 2010년 아시안 게임 축구 종목에 참가하였다. 디나모 사마르칸트에서의 활약으로 바탕으로 성인 국가대표팀에 발탁되었고, 2012년 1월에 열린 쿠웨이트와의 친선 경기를 통해 A매치에 데뷔하였다.

## 통계

### 국가대표팀
| # | 날짜            | 장소         | 홈 팀        | 최종 결과         | 원정팀       | 대회                     | 득점 | 비고    |
| - | --------------- | ------------ | ------------ | ----------------- | ------------ | ------------------------ | ---- | ------- |
| 1 | 2012년 1월 17일 | 쿠웨이트시티 | 쿠웨이트     | 1 - 0             | 우즈베키스탄 | 친선 경기                | -    | 69′     |
| 2 | 2012년 8월 13일 | 암만         | 요르단       | 0 - 1             | 우즈베키스탄 | 친선 경기                | -    | 76′     |
| 3 | 2012년 8월 15일 | 암만         | 요르단       | 2 - 0             | 우즈베키스탄 | 친선 경기                | -    |         |
| 4 | 2013년 9월 10일 | 타슈켄트     | 우즈베키스탄 | 1 - 1 (7 - 8 PSO) | 요르단       | 2014년 FIFA 월드컵 예선  | -    | 82′ 99′ |
| 5 | 2014년 3월 5일  | 타슈켄트     | 우즈베키스탄 | 1 - 1             | 아랍에미리트 | 2015년 AFC 아시안컵 예선 | -    | 72′     |
| 6 | 2012년 1월 17일 | 타슈켄트     | 우즈베키스탄 | 0 - 1             | 오만         | 친선 경기                | -    | 67′     |
| 7 | 2014년 8월 20일 | 바쿠         | 아제르바이잔 | 0 - 0             | 우즈베키스탄 | 친선 경기                | -    | 46′     |

## 수상 경력
로코모티프 타슈켄트
- 우즈베키스탄 리그 준우승: 2013
- 우즈베키스탄 슈퍼컵 준우승: 2013